# SHÉ
Adrián Cervantes Pérez (Crevillente, Alicante, 25 de noviembre de 1989), más conocido por su nombre artístico SHÉ, y en sus inicios como Serpy, es un cantautor, escritor y rapero español. Se dio a  conocer por sus maquetas «Nostalgia» (2007) y «Sentimiento Mediocre» (2008). 
Sus inicios se remontan en el 2006, año de grabación de su primer trabajo publicado llamado «Nostalgia», que empezó a repartirse entre amigos y familiares, de alguna forma las canciones fueron colgadas en internet, por lo que llegaron a público latinoamericano y anglosajón, ganando popularidad. El nombre artístico "SHÉ" es debido a su año de nacimiento y el signo del horóscopo chino, ya que el año 1989 corresponde a la serpiente (蛇 SHÉ en chino).
Sus discos «La Historia de mi Vida» (2010), «Nada es Imposible» (2011), «Cambiando la Piel» (2014), «Tiempo Vol. I» (2017), «Tiempo Vol. II» (2018) y «Profundo» (2020), han superado en total más de 260 millones de reproducciones en la plataforma YouTube.

## Biografía
Nació en Alicante, realizó sus estudios entre los Instituto de Educación Secundaria "Maciá Abela" y el "Victoria Kent". Se inició en su estilo musical en plena adolescencia, cuando sufrió un duro batacazo en su vida. Entre publicaciones de sus temas musicales también trabaja en centros tan variados como en el parque temático Terra Mítica, en la organización social "Cáritas Elche" y la Granja Escuela "La Loma" (Elche), realizando tareas tan distintas como son animación infantil, acrobacia, cuidador, ayudante de cocina, talleres didácticos, resolución de conflictos, organización de grupos, atención a necesidades básicas, entre otras cosas.

## Carrera musical

### (2007) - Nostalgia Pura
Es el primer trabajo publicado (segundo en su cronología, el primero fue llamado «Experiencia» que nunca salió a la luz) de Shé, contiene 12 temas, algunas son interpretadas en solitario y otras con Luca, Gordo601 y Melvin, entre otros. El título del álbum es atribuido a que sus composiciones tratan temas como el desamor, rechazo, amistad, traición y el dolor, muy presentes en esa etapa de su vida. Fue distribuida en su entorno más cercano, llegando a internet algunas de ellas llegando al público en general. Entre los temas está el titulado como "A 700 km", interpretada con Elena.

#### Canciones
1. Contigo o sin ti.
2. Amistad, amor, traición (Ft. Aida).
3. Por cada beso (Ft. Luca).
4. A 700 km (Ft. Elena).
5. Valóralo (Ft. Melvin).
6. Interludio.
7. Recuerdo.
8. Amistad (Ft. Elena).
9. La vida desde arriba (Ft. Nuka & Bunny).
10. Don amor (Ft. Manhunt, Isma & Esther).
11. Para qué recordar (Ft. Nuka).
12. Una lágrima (Ft. Gordo601).

### (2008) - Sentimiento mediocre
Es su segundo trabajo, contiene 16 canciones, publicado en marzo de 2008, con la producción a cargo de Gordo601, Dj Minene y 728Producciones, grabado en 2008, en el colaboran artistas como Kaim DJ, Melvin, Esther, Luca, Dj Kaim, Nuka y Elena. Es un trabajo donde se incluyen otros tipos de ritmos, con temática muy dispar en la que se incluyen temas relacionados con problemática de la sociedad, también alguno que otro sentimental y otros con letras más alegres. Fue grabada y masterizada en su propio estudio "El pañuelo records".

#### Canciones
1. Welcome to caos.
2. Contra naturam.
3. Son días grises (Ft. Esther).
4. Todo empieza igual que acaba (Ft. Luca).
5. Manos de humo (Ft. Melvin & DJ Kaim).
6. Sentimiento mediocre.
7. Sometidos a la esperanza (Ft. Elena).
8. Interludio.
9. El lunático del ático.
10. Carne cruda (Ft. Elena).
11. Fracasados (Ft. Nuka).
12. Amor imposible.
13. Perspectivas.
14. S.E.R.P.Y.
15. Te mereces.

### (2010) - La historia de mi vida
Este trabajo contiene 17 canciones, en las que intervienen entre otros Isusko, h0lynaight, Chukky de Nueva Era, Gema, Alba del Vals, T-key y los norteamericanos Rockbottom. Este álbum fue récord de descargas con 30.000 descargas en internet durante su primer día de lanzamiento, en menos de 24 horas. Es un trabajo con mucho sentimiento por su variada temática. Fue grabado en los estudios "Lebuqe Estudio" de Barcelona, con la ayuda de ZPU, Krobe y el productor Soma

#### Canciones
1. La historia de mi vida.
2. No hay derecho.
3. El secreto de sus ojos. (Ft. Elena ‹no acreditada›)
4. Dejar de hablar.
5. Hoy sé.
6. Miedo.
7. Sabés qué SHÉ (Ft. Isusko).
8. Cuida tus palabras.
9. Adiós mamá (Ft. T-Key).
10. Last year (RockBottom).
11. Me gusta.
12. A solas (Ft. Gema).
13. El sótano (Ft. h0lynaight).
14. Si la vida fuera un día (Ft. Alba del Vals).
15. Estilo (Ft. Chukky).
16. Qué sería (Ft. Gema).
17. Para mis fans.

### (2011) - Nada es imposible
Publicado el 1 de diciembre, contiene 17 canciones, es calificado por el autor como motivador y positivo, uno de sus temas expresa como se sentía en sus inicios, en este álbum se nota un cambio en su forma de pensar. Cuenta con las colaboraciones de José Rivera, Chukky, Calow, Abram y Gema. Publicado como el anterior en el estudio "Lebuqe Estudio"

#### Canciones
1. El comienzo.
2. Me hago mayor.
3. Revolución HH (Ft. Abram).
4. Adiós.
5. Selea y Diterón.
6. Perdón.
7. Todo ha cambiado (Ft. Calow).
8. Ahora o nunca.
9. Siempre por ti (Ft. Gema).
10. Yo también (Ft. Chukky).
11. Michelle.
12. Hay que hacerlo bien.
13. Relatividad.
14. Somos personas (Ft. José Rivera).
15. Amigo.
16. Dime que me quieres (Ft. Gema).
17. Nada es imposible.

### (2014) - R.I.D.O.C.
Publicado en medio del proceso de preparación de su siguiente disco, contiene 5 canciones, relacionados con cinco sentimientos que todo el mundo siente alguna vez en su existencia. Son interpretadas como solista.

#### Canciones
1. Rabia.
2. Ira.
3. Dolor.
4. Odio.
5. Cólera.

### (2014) - Cambiando la piel
Este trabajo, que contiene 12 canciones, está escrito bajo el punto de vista de colaboración social, donde sus letras piden apoyos por recompensas. En sus temas colaboran artistas como Kaze, Nerea, SBRV, Gema y Babynoel. Fue grabado en estudio de Noel Pastor, en El Alted (Elche).

#### Canciones
1. Cambiando la piel.
2. Todo va a cambiar.
3. Entre el bien y el mal.
4. Aprende (Ft. Kaze).
5. No te fallaré (Ft. Nerea).
6. Soy (Ft. SBRV).
7. Llegar hasta el final.
8. La búsqueda (Ft. Gema).
9. Tú no estás sola.
10. ¿Por qué?
11. No entiendes.
12. She's belly (Ft. Baby Noel).

### (2017) - Tiempo Vol. 1
Publicado el 6 de octubre de 2017, contiene 12 canciones, donde colabora con artistas como Gema, Bha, Santivue, Emanero, Santa RM y Ambkor, entre otros.

#### Canciones
1. Me despido de ti (Ft. Gema).
2. ¿Dónde estás?
3. Contigo o sin ti (Remake).
4. Envidia.
5. Aire.
6. Solo se trata de prosperar (Remake).
7. Mamá.
8. Dais asco (Ft. Bha y Santiuve).
9. No soy uno más.
10. Tu enemigo (Ft. Emanero y Santa RM).
11. Juguete roto (Ft. Ambkor).
12. Tiempo.

### (2018) - Tiempo Vol. 2
Publicado a lo largo del año 2018, contiene 12 temas al igual que su predecesora e incluye colaboraciones de Gema y Norykko.

#### Canciones
1. Guardianes del tiempo.
2. Todo lo que me queda.
3. Solo en mi locura.
4. Discordia.
5. Te perdí.
6. Siempre quiero más.
7. Quiero hablar contigo.
8. Se rompe (Ft. Gema).
9. No puedo (Ft. Norykko).
10. Consecuencias.
11. Sufrir es crecer.
12. El principio del fin.

### (2020) - Profundo
Empezó a publicarse el 28 de noviembre de 2019, y su lanzamiento oficial fue el 10 de enero de 2020. El artista afirmó que este disco estaba centrado en el mensaje que transmitía, y no en lo comercial. Cuenta con la colaboración de artistas como Gema, Dante, Lytos, Daviles de Novelda y Cres.

#### Canciones
1. Indomable.
2. Se acabó (Ft. Dante).
3. Habla el corazón.
4. El barrio (Ft. Daviles de Novelda).
5. Trazos.
6. Me arrepiento.
7. María (Ft. Gema).
8. Eterno conflicto.
9. Nadie me comprende.
10. Señales.
11. No confías en mí (Ft. Gema).
12. La esencia de la vida (Ft. Cres).
13. Te quiero (Ft. Lytos).
14. Me iré.
15. Profundo.

## Singles, inéditas y colaboraciones
- Amor Perfecto
- Amor Y Miedo
- Antes De Partir (con Rafa Espino y Dante)
- Artista (con Zotas & Perro Blanco)
- Batalla De Flows (con Rhiff)
- Buscando La Felicidad (con Elena)
- Cuantas Veces (con Rhiff)
- Después De Tanto
- Destino Por Casualidad (con Honey B)
- Duele
- El Amor
- El Juego
- El MSN Y Ellas (con Nuka)
- Engañabobos
- En Paz Conmigo (con Xenón)
- Es Como (con Melvin)
- Entre Las Sombras
- Esclavos Del Rap (con Eddie MV, Mowlihawk & Vakaly)
- Fracasados (con Nuka)
- Fuiste Tú (con Mowlihawk, Critika & Saik)
- Gritandole Al Silencio (con May)
- Haz Que Sea Diferente
- Hielo
- He Cambiado
- Intolerante A La Nostalgia (con Yesh & Safree)
- Llamada Perdida
- Lejos de Ti
- Lejos de Ti (con SantaRM, Ambkor & Kryz)
- Los 4 Elementos
- Me Cansé
- Me Rindo (con Achepe)
- Mi Rap Mi Vida (con Rhiff)
- Mil Dudas Y Un Perdón (con Elena)
- Millones De Cosas
- Nací Para Estar Solo
- Nada Importa (con Maik, Santiuve y Solix)
- No Hay Final
- Oda al Verso (con Subze, Lom-C y Blon)
- Palabras Macabras (con Javato, Rhiff & DJ Trikoma)
- Para Mis Haters
- Perdóname
- Podría Decir (con Vicen-t)
- Por Ti
- Promo Myspace
- Reflexión de Fin de Año
- Rap a la Carta (interpreta seis temas inéditos).
- Quererte Tanto
- Sin Tregua (con Santaflow)
- Soledosis (con Zotas & Fany)
- Solo Era Mentira (con Santa RM)
- Solo Puedo Pedir Perdón
- Solo Se Trata De Prosperar
- Tal Vez
- Tan Solo Un Instante (con Zotas)
- Todo Es Igual
- Todo Terminó (con Gema)
- Todos Juntos (con 32 MC’s)
- Triste Enero
- Tuenti
- Tu Voluntad (con Santaflow)
- Un Día Te Quise (con Santa RM, Sikhario & Mowlihawk)
- Volver A Empezar
- X
- Yeah (con Eddie MV & Gema)
- Zona Guiri
- Zorras De Ciudad